# Ise (1916)
Ise (japonsky: 伊勢) byla bitevní loď japonského císařského námořnictva, první ze dvou lodí třídy Ise. Pojmenována byla podle starobylé provincie Ise na ostrově Honšú. 

## Historie
Její stavba začala v loděnici firmy Kawasaki v Kóbe 5. května 1915, na vodu byla spuštěna 12. listopadu 1916 a dokončena 1. prosince 1917. Původně byla plánována jako třetí loď třídy Fusó, ale problémy Fusó se slabou výzbrojí a pancéřováním si vynutily její překonstruování a zařazení do nové, samostatné třídy.

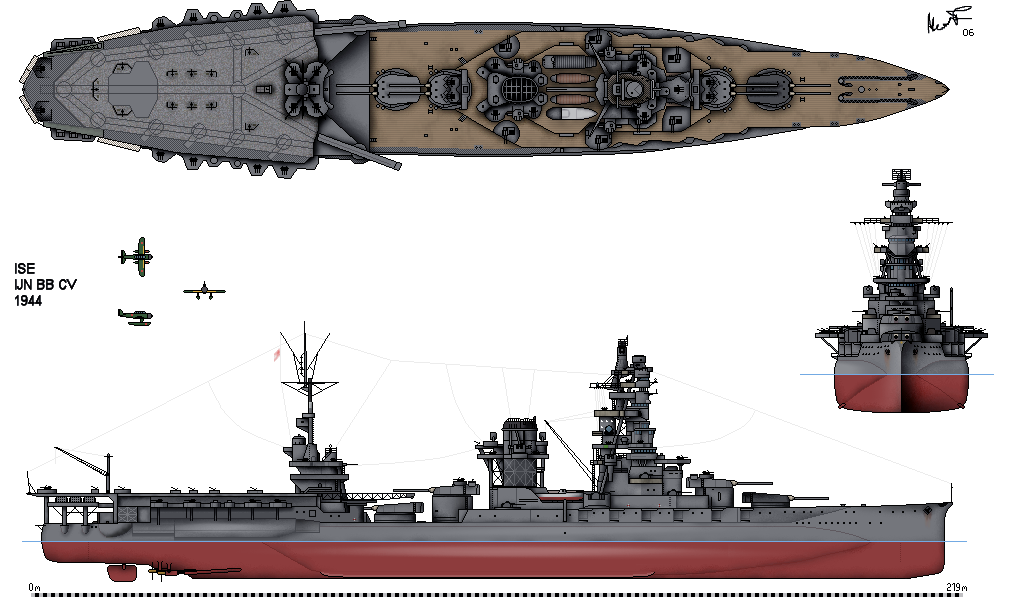
Ise jako hybridní letadlová loď v době bitvy u mysu Engaño

Na počátku druhé světové války se ještě stále počítalo s jejím nasazením, ale vzhledem k její relativně nízké rychlosti, početné posádce, velké spotřebě paliva a rovněž nedostatku vhodných úkolů nebyla nikdy nasazena v boji v roli, pro kterou byla stavěna.
Z důvodu velkých ztrát japonských letadlových lodí a nedostatku času pro stavbu nových byla v roce 1943, mezi únorem a srpnem, Ise přestavěna na hybridní letadlovou loď. Byly odmontovány dvě zadní dělové věže a nahrazeny hangárem, letovou palubou a katapulty. Letouny měly z lodi pouze vzlétat a přistávat buď na pozemních základnách nebo na klasických letadlových lodích.
Ise byla (ovšem již bez letadel) v říjnu 1944 součástí Ozawova Severního svazu během bitvy u Leyte a v ní byla během střetnutí u mysu Engaño poškozena americkými leteckými útoky. V listopadu 1944 byly katapulty odstraněny a v únoru 1945 se Ise zúčastnila operace Kita-gó – transportu strategických surovin ze Singapuru do Japonska.
28. července 1945 byla Ise potopena americkými bombardéry v přístavu Kure. Mezi 9. říjnem 1946 a 4. červencem 1947 byla postupně rozebrána a sešrotována.